# راه شریران
راه شریران یا راه گناهکاران (به انگلیسی: Way of the Wicked) فیلمی محصول سال ۲۰۱۴ و به کارگردانی کوین کاراوی است. در این فیلم بازیگرانی همچون وینی جونز، کریستین اسلیتر، امیلی تننت، جدادیا گوداکر و آنا گالوین ایفای نقش کرده‌اند.